# Не плачь, девчонка (фильм)
«Не плачь, девчонка» — советская музыкальная кинокомедия 1976 года, снятая Евгением Шерстобитовым на Киевской киностудии им. А. П. Довженко.
Премьера фильма состоялась 10 октября 1977 года.

## Сюжет
Молодого парня Андрея Воробья из-за своего состояния здоровья не берут в армию, что мешает ему жениться на своей возлюбленной Светлане. Дед Светланы, ветеран войны Степан Егорович, предлагает Андрею уехать и скрыть свою неудачу. В пути Андрей знакомится с сержантом запаса Павлом Гречухой и культработником Василием Дудкой и они вместе попадают в южный совхоз, где начинают работать рыбаками. Светлана и дед решают навестить Андрея, который пишет им много писем с описанием своей вымышленной армейской службы. Новым друзьям Андрея приходится приложить много усилий, чтобы убедить гостей в его маскараде.
Однажды в совхозе случается пожар, и на помощь приходят военные подразделения под командованием генерала. Андрей активно участвует в тушении пожара, и генерал приказывает зачислить его в армию. Таким образом, Андрей всё же становится солдатом, чтобы быть с Светланой.

## Роли исполняют
- Олег Сологуб — Андрей Воробей
- Наталья Павленкова — Саша Чайка
- Марина Ильичёва — Светлана
- Виктор Степаненко — Павел Гречуха
- Николай Гаврилов — Степан Егорович
- Ольга Матешко — Анна Герасимовна
- Маргарита Кошелева — мать Светланы
- Николай Гудзь — отец Светланы
- Виктор Панченко — Дудка
- Женя Шерстобитов — Стёпка
- Альберт Шестопалов — генерал-полковник

## Съёмочная группа
- Режиссёр-постановщик: Евгений Шерстобитов
- Авторы сценария: Евгений Шатуновский, Евгений Шерстобитов
- Оператор-постановщик: Михаил Чёрный
- Художник-постановщик: Валерий Новаков
- Композитор: Михаил Бойко
- Звукорежиссёр: Александр Кузьмин

## Съёмки
Из воспоминаний Екатерины Шандыбиной:

Очень часто в моей памяти всплывает Судак образца 1976 года. Съёмочная площадка фильма «Не плачь, девчонка» была на берегу самого синего в мире Чёрного моря. Снимали с утра до вечера, потом, уже практически ночью, отсматривали материал. А утром снова на площадку. Поэтому в редкие свободные дни сам бог велел радоваться морю и солнцу.